# カルガモ引越センター
カルガモ引越センター株式会社（カルガモひっこしセンター）は、東京都板橋区に本社を置く日本の貨物輸送運輸業者（引越業者）である。カルガモを会社のメインキャラクターとしてロゴや、ダンボールなどに幅広く使用している。

## 沿革
| 1970 | S45.1.6 | 美樹商事有限会社創立 |
| 1971 | S46.5   | 板橋区徳丸4-16-9に本店移転 |
| 1971 | S46.6   | 一般貨物自動車運送事業認可取得 |
| 1971 | S46.8   | 美樹運輸株式会社が資本金380万円に増資 |
| 1975 | S50.2   | 美樹運輸株式会社が資本金1000万円に増資 |
| 1975 | S50.9   | 太陽産業株式会社設立 |
| 1976 | S51.5   | 美樹商事有限会社から美樹運輸株式会社に組織変更及び商号変更（車両台数15台保有） 引越専業として美樹引越センターを立ち上げ 車両台数53台（関連協力業者含む）                                                          |
| 1978 | S53.    | 美樹引越センターキャラクターに岡田奈々を起用 文化放送、ラジオ番組に宣伝活動を展開 埼玉県和光市に埼玉営業所設立 板橋区高島平に第二車庫用地拡大                                                                     |
| 1980 | S55.5   | 的場運輸有限会社を買収 |
| 1983 | S58.    | 北豊島運輸株式会社を買収。北東京カルガモ引越センター株式会社に組織変更 |
| 1984 | S59.12  | 美樹運輸本社ビルが板橋区赤塚に落成（現・本社社屋） 車両台数150台（関連協力業者含む） |
| 1985 | S60.1   | 太陽産業が株式会社サン・マート・ミキに商号変更 |
| 1985 | S60.2   | 美樹運輸本店を板橋区赤塚3-29-15に移動 |
| 1985 | S60.4   | 本社ビルに隣接して独身寮及び研修センター建設 NTT電話帳首都圏全域に広告を出稿 |
| 1986 | S61.7   | 美樹引越センターからカルガモ引越センターに商号変更 ラジオテレビCFにてコマーシャル放映 |
| 1986 | S61.9   | 株式会社サン・マート・ミキの目的に飲食業追加 |
| 1987 | S62.    | 美樹運輸株式会社取り扱い運送利用許可取得 |
| 1988 | S63.9   | サン・マート・ミキの目的に不動産管理追加 |
| 1990 | H2.12   | サン・マート・ミキがカルガモエクスプレス株式会社に商号変更 |
| 1995 | H7.11   | 美樹運輸が資本金4000万円に増資 |
| 1995 | H7.12   | 美樹運輸が資本金5000万円に増資 |
| 1997 | H9.7    | カルガモエクスプレスが株式会社ミキ・コーポレーションに商号変更 自動車運送取扱事業を目的に追加 |
| 1998 | H10.2   | ウェブサイト設立 |
| 1998 | H10.6   | アサヒ運輸株式会社（後に西東京カルガモ引越センター株式会社、あさひ運輸株式会社に商号変更）を美樹運輸が買収し、グループ化 テレビ番組においてカルガモ引越センターキャラクター入り段ボール等、数多く引越ドラマに出演 |
| 1999 | H11.10  | ミキ・コーポレーションがカルガモ引越センター株式会社に商号変更 美樹運輸の受注営業部門をカルガモ引越センターへ営業譲渡                                                                                             |
| 1999 | H11.12  | カルガモ引越センターが資本金4000万円に増資 |
| 2001 | H13.5   | CSR活動開始 |
| 2003 | H15.    | 引越取り扱い件数100万件突破 |
| 2005 | H17.    | 運送専門の子会社として、西東京カルガモ引越センター株式会社・川口トランスポート株式会社・東関運輸株式会社・横浜ムービング株式会社を設立                                                                            |
| 2006 | H18.    | イメージキャラクターとして、元ピンクレディー未唯を起用 ライフセービング採用。ライフセービング活動応援プロジェクト開始                                                                                             |
| 2008 | H20.3   | あさひ運輸株式会社を解散 |
| 2010 | H22.6   | ライフセービング事業部開設 |
| 2010 | H22.7   | カルガモ引越センター商標登録 |
| 2010 | H22.9   | 東関運輸株式会社を解散 |
| 2011 | H23.6   | 創業40周年 |

## 引越取扱い件数の推移
| 1977 | S52 | 引越取り扱い件数年間4500件                                  |
| 1978 | S53 | 引越取り扱い件数年間12250件                                 |
| 1979 | S54 | 引越取り扱い件数年間16450件                                 |
| 1980 | S55 | 引越取り扱い件数年間18550件                                 |
| 1981 | S56 | 引越取り扱い件数年間22120件                                 |
| 1982 | S57 | 引越取り扱い件数年間24150件                                 |
| 1983 | S58 | 引越取り扱い件数年間26320件                                 |
| 1984 | S59 | 引越取り扱い件数年間28840件                                 |
| 1985 | S60 | 引越取り扱い件数年間30500件                                 |
| 1986 | S61 | 引越取り扱い件数年間34700件                                 |
| 1987 | S62 | 引越取り扱い件数年間36300件                                 |
| 1988 | S63 | 引越取り扱い件数年間37400件                                 |
| 1990 | H02 | 引越取り扱い件数年間38200件                                 |
| 1991 | H03 | 引越取り扱い件数年間41800件                                 |
| 1992 | H04 | 引越取り扱い件数年間39900件                                 |
| 1993 | H05 | 引越取り扱い件数年間43800件                                 |
| 1994 | H06 | 引越取り扱い件数年間46500件                                 |
| 1995 | H07 | 引越取り扱い件数年間48800件                                 |
| 1996 | H08 | 引越取り扱い件数年間49500件                                 |
| 1997 | H09 | 引越取り扱い件数年間50880件                                 |
| 1998 | H10 | 引越取り扱い件数年間57800件                                 |
| 1999 | H11 | 引越取り扱い件数年間55600件                                 |
| 2000 | H12 | 引越取り扱い件数年間55900件                                 |
| 2001 | H13 | 引越取り扱い件数年間62100件                                 |
| 2002 | H14 | 引越取り扱い件数年間59800件                                 |
| 2003 | H15 | 引越取り扱い件数年間61500件 引越取り扱い件数累計100万件突破 |
| 2004 | H16 | 引越取り扱い件数年間67600件                                 |
| 2005 | H17 | 引越取り扱い件数年間69100件                                 |
| 2007 | H19 | 引越取り扱い件数年間69600件                                 |
| 2008 | H20 | 引越取り扱い件数年間71800件                                 |
| 2009 | H21 | 引越取り扱い件数年間72500件                                 |
| 2010 | H22 | 引越取り扱い件数年間73200件                                 |

## メディア出演
- テレビ東京「どうぶつ冒険バラエティ　ワンダ!」
- 渡る世間は鬼ばかり
- クイズ雑学王
- 夏の恋は虹色に輝く
- 世にも奇妙な物語
- 所さんの目がテン!
- 真相報道 バンキシャ!
- 薔薇のない花屋
- おはよう日本
- オトナの資格
- どうーなってるの?!